# Stacey Kent
Pour les articles homonymes, voir Kent (homonymie).
Stacey Kent est une chanteuse américaine de jazz, née le 27 mars 1965 à South Orange, dans le New Jersey.

## Biographie
Stacey Kent, après avoir obtenu son diplôme en littérature comparée au Sarah Lawrence College de New York, est partie en Grande-Bretagne, où elle a suivi les cours de la Guildhall School of Music and Drama, et rencontré le saxophoniste Jim Tomlinson, qu'elle a épousé en 1991.
Son premier album, Close Your Eyes, sort en 1997. Cinq autres suivront, ainsi que des participations aux albums de Tomlinson dont The Lyric (2005), qui a remporté le prix de l'album de l'année aux BBC Jazz Awards 2006. Elle-même a remporté le prix de meilleure vocaliste aux British Jazz Award (2001) et BBC Jazz Award (2002).
Son album The Boy Next Door a été certifié disque d'or en France en septembre 2006.
Dans l'adaptation de Richard Loncraine de Richard III (1995), elle chante une version jazz d'un poème de Christopher Marlowe : The Passionate Shepherd to His Love.
Son album Breakfast on the Morning Tram, sorti le 7 septembre 2007 en France, devient disque d'or trois mois plus tard, le 13 décembre.
Sorti en 2010, l'album Raconte-moi, est une succession de chansons en français. Elle y reprend notamment Jardin d'hiver et Les vacances au bord de la mer.
Le 31 mars 2009, Stacey Kent se voit décorée de l'Ordre des Arts et des Lettres par la ministre française de la culture Christine Albanel.
En septembre 2013, sort un album hommage à la musique brésilienne, The Changing Lights, où Stacey Kent revisite notamment ses chansons favorites de bossa nova.
À l'été 2015, elle enregistre un nouvel album, Tenderly, avec le musicien brésilien Roberto Menescal, accompagné du saxophoniste Jim Tomlinson et du contrebassiste Jeremy Brown.
Le 20 octobre 2017 chez Okeh (son nouveau Label) parait  I know I dream: The orchestral Sessions. Enregistré à Londres aux studios "Angel" avec un orchestre de 60 musiciens, cet album aux mots ciselés et aux sons parfaitement accordés est d'une rare beauté.
Stacey Kent a une très bonne maîtrise du français notamment du fait qu'un de ses grand-pères était un Français installé aux Etats-Unis.

## Critique

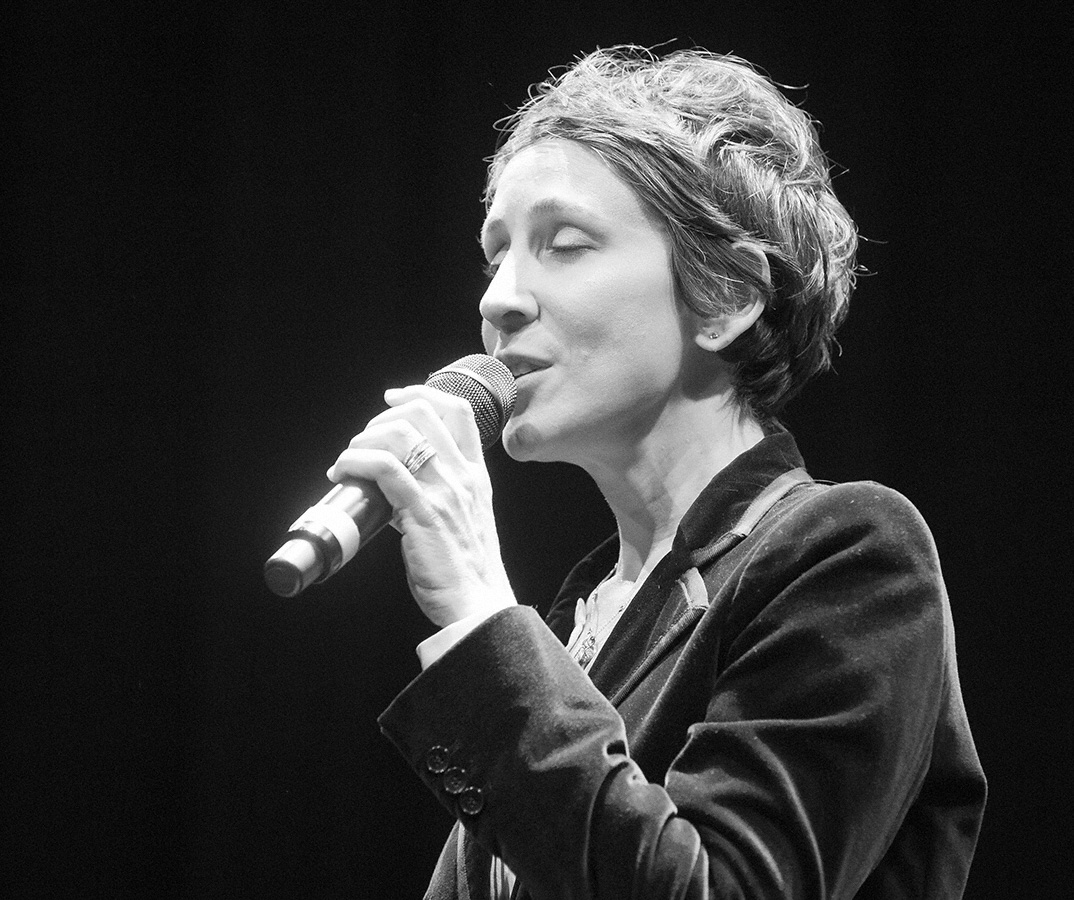
Stacey Kent (2016)

Stacey Kent suscite des avis partagés, parfois très positifs, tel cet avis sur le site infoconcert.com :

« Stacey Kent, chanteuse à succès, nommée aux Grammy, possède un chant qui vient de l'âme ; elle raconte ses histoires avec un phrasé impeccable, une voix lucide et enchanteresse. Stacey nous présente ses chansons préférées ainsi qu'une sélection de nouveaux morceaux issus de son album, Tenderly (Sony), sorti en novembre 2015. Tenderly, une collection intime de standards, voit Stacey revisiter le Great American Songbook, le répertoire par lequel elle s'est fait connaître. C'est son premier album de standards depuis The Boy Next Door, disque d'or en 2003. Entre-temps, Stacey a élargi son répertoire pour y inclure les originaux écrits spécialement pour elle par le romancier célèbre Kazuo Ishiguro et par Jim Tomlinson. Son disque de platine, nommé aux Grammy, Breakfast On The Morning Tram (Blue Note/EMI 2007), a été qualifié par Jazz Times comme un "tremplin merveilleusement inventif pour la toute nouvelle et audacieuse Stacey Kent". Après ce disque, Stacey Kent a sorti plusieurs autres disques : Raconte-moi (EMI/BLUE NOTE 2010), intégralement en français, le premier album live de Stacey, enregistré à Paris, puis Dreamer In Concert (EMI/BLUE NOTE 2011) et The Changing Lights (WARNER 2013), une collection d'originaux brésiliens, inspiré par la Bossa. »

## Discographie

### Albums de Stacey Kent
- 2007 : SK Collection II

1. Let Yourself Go
2. They Can't Take That Away from Me
3. I Won't Dance
4. Isn't This a Lovely Day?
5. They All Laughed
6. He Loves and She Loves
7. One for My Baby (And One More for the Road)
8. Shall We Dance?
9. 'S Wonderful
10. Fine Romance
11. I Guess I'll Have to Change My Plan
12. I'm Putting All My Eggs in One Basket
13. By Myself

- 2007 : Breakfast on the Morning Tram

1. The Ice Hotel
2. Landslide
3. Ces petits riens
4. I Wish I Could Go Travelling Again
5. So Many Stars
6. Samba Saravah
7. Breakfast on the Morning Tram
8. Never Let Me Go
9. So Romantic
10. Hard Hearted Hannah
11. La Saison des pluies
12. What a Wonderful World

### Collaborations
- Between Friends, Humphrey Lyttelton, Jim Tomlinson (2000)
- Partager les Restes, avec Georges Moustaki (2007)
- Quiet Nights of Quiet Stars avec Quatuor Ébène sur Fiction (2010)
- I Fall in Love Too Easily avec Joe Barbieri sur Chet Lives! (2013)
- Estrada do Sol avec Danilo Caymmi sur Danilo Caymmi Canta Tom Jobim (2016)